# Puccinia senecionis
Puccinia senecionis ist eine Ständerpilzart aus der Ordnung der Rostpilze (Pucciniales). Der Pilz ist ein Endoparasit von Greiskräutern. Symptome des Befalls durch die Art sind Rostflecken und Pusteln auf den Blattoberflächen der Wirtspflanzen. Sie ist in weiten Teilen Nordamerikas und Europas verbreitet.

## Merkmale

### Makroskopische Merkmale
Puccinia senecionis ist mit bloßem Auge nur anhand der auf der Oberfläche des Wirtes hervortretenden Sporenlager zu erkennen. Sie wachsen in Nestern, die als gelbliche bis braune Flecken und Pusteln auf den Blattoberflächen erscheinen.

### Mikroskopische Merkmale
Das Myzel von Puccinia senecionis wächst wie bei allen Puccinia-Arten interzellulär und bildet Saugfäden, die in das Speichergewebe des Wirtes wachsen. Ihre Spermogonien wurden nicht näher beschrieben. Die beidseitig auf den Wirtsblättern wachsenden Aecien der Art sind becherförmig und am Rand rissig. Sie besitzen 17–21 × 16–19 µm große, für gewöhnlich kugelige bis ellipsoide und fast hyaline Aeciosporen mit warziger Oberfläche. Die beidseitig wachsenden Uredien des Pilzes wachsen versprengt. Ihre Uredosporen ähneln den Aeciosporen in Gestalt, Größe und Farbe. Die beidseitig in Gruppen wachsenden Telien der Art sind dunkel kastanienbraun, pulverig und unbedeckt. Die kastanienbraunen Teliosporen sind zweizellig, in der Regel ellipsoid und 23–33 × 16–21 µm groß. Ihre Stiele sind farblos.

## Verbreitung
Das bekannte Verbreitungsgebiet von Puccinia senecionis reicht von North Dakota und Alberta bis Kalifornien und New Mexico. Weitere Länder, in denen Puccinia senecionis nachgewiesen wurde, sind Deutschland, Österreich, Schweiz, Rumänien, Ungarn und Japan.

## Ökologie
Die Wirtspflanzen von Puccinia senecionis sind verschiedene Greiskräuter (Senecio spp.). So kommt er in Österreich auf Fuchs-Greiskraut und auf dem Senecio nemorensis- Aggregat vor. Der Pilz ernährt sich von den im Speichergewebe der Pflanzen vorhandenen Nährstoffen, seine Sporenlager brechen später durch die Blattoberfläche und setzen Sporen frei. Die Art durchläuft einen sogenannten makrozyklischen Entwicklungszyklus mit Spermogonien, Aecien, Uredien und Telien und vollzieht keinen Wirtswechsel (autözisch).